# Plaquette carbure

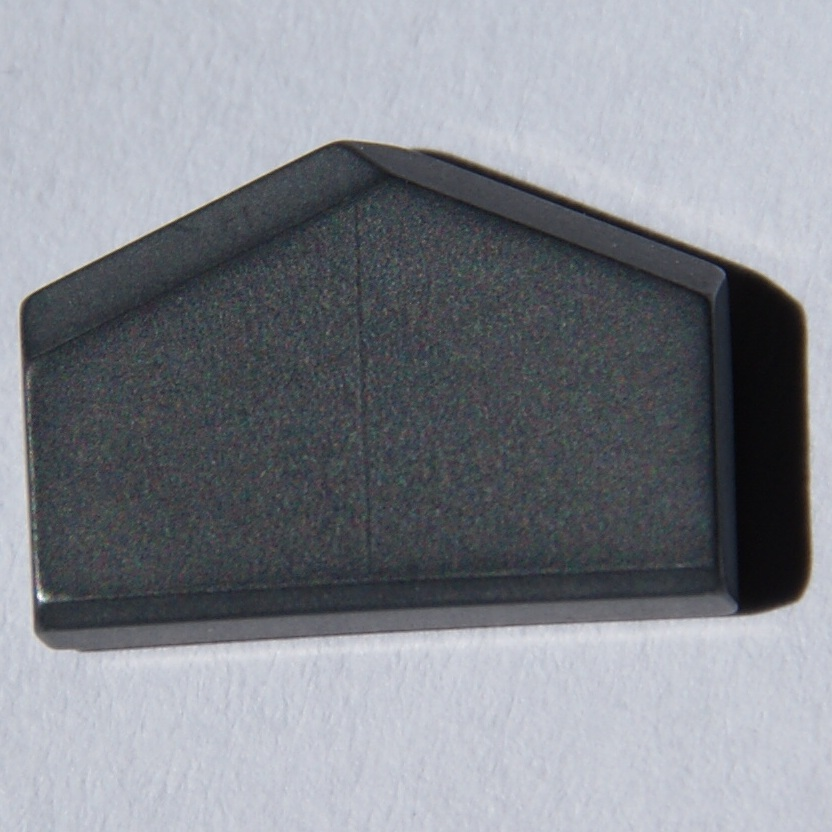
Une plaquette en carbure de tungstène.

Une plaquette carbure est une plaquette, pouvant avoir différentes formes (triangulaire, rhombique, rectangulaire, carrée, ronde...), venant se monter sur un outil (de tournage ou fraisage ou outil pour toupie à bois) possédant un logement et un système de serrage (généralement par vis ou par bride) pour accueillir la ou les plaquettes. Les plaquettes carbure permettent d'usiner avec des vitesses 4 fois supérieures aux aciers rapides (ARS), elles ont entre autres avantages, du fait de leur interchangeabilité, un temps de réfection de l'outil court. Généralement, les plaquettes carbure peuvent usiner plusieurs métaux très différents. Les plaquettes peuvent être pourvues ou non d'un revêtement, qui est destiné à améliorer les performances de l’outil en offrant une résistance supplémentaire à l’usure et à la chaleur.
Il existe de nombreux types de plaquettes carbure en dimensions, formes, fixations, et nuances. 
- Le TiN, le TiCN, lTiAlN...
- Le Carbone amorphe
- Les revêtements spéciaux issus de spécialistes du domaine